# Притворяшка шелковистый
Притворяшка шелковистый, или притворяшка-паук (лат. Niptus hololeucus) — вид жесткокрылых насекомых семейства притворяшек.
Жук длиной от 2,6 до 4,6 мм, с шарообразными надкрыльями, покрытыми жёлтыми волосками. Нижние крылья отсутствуют, поэтому жук не может летать.
Родиной вида является Малая Азия, однако в настоящее время благодаря человеку он распространён по всему миру.
Жук обитает в старых сырых домах под полом или в стенах. Активен ночью. Питается органическим материалом: текстилем, перьями, мехом, костями, навозом, мёртвыми насекомыми, кожей, бумагой и даже паутиной. Взрослые жуки могут долгое время обходиться без пищи.
Самка откладывает около 100 яиц белого цвета. Вылупившиеся личинки длиной 1,5 мм питаются растительным (зерном, мукой, травяным чаем) или животным материалом. Окукливание происходит в беловатом коконе 18 дней. Полный цикл развития от яйца до имаго длится 4 месяца.